# 富县东站
富县东站，位于中华人民共和国陕西省延安市富县富城镇，是包西铁路上的火车站，2011年1月1日启用、2015年7月1日开办动车客运业务，西安铁路局管辖。

## 歷史
- 2011年1月1日通车启用。
- 2015年7月1日开办动车客运业务。[3]

## 外部連結
- 中国铁路客户服务中心（页面存档备份，存于）